# Premi internacional d'Humor Gat Perich

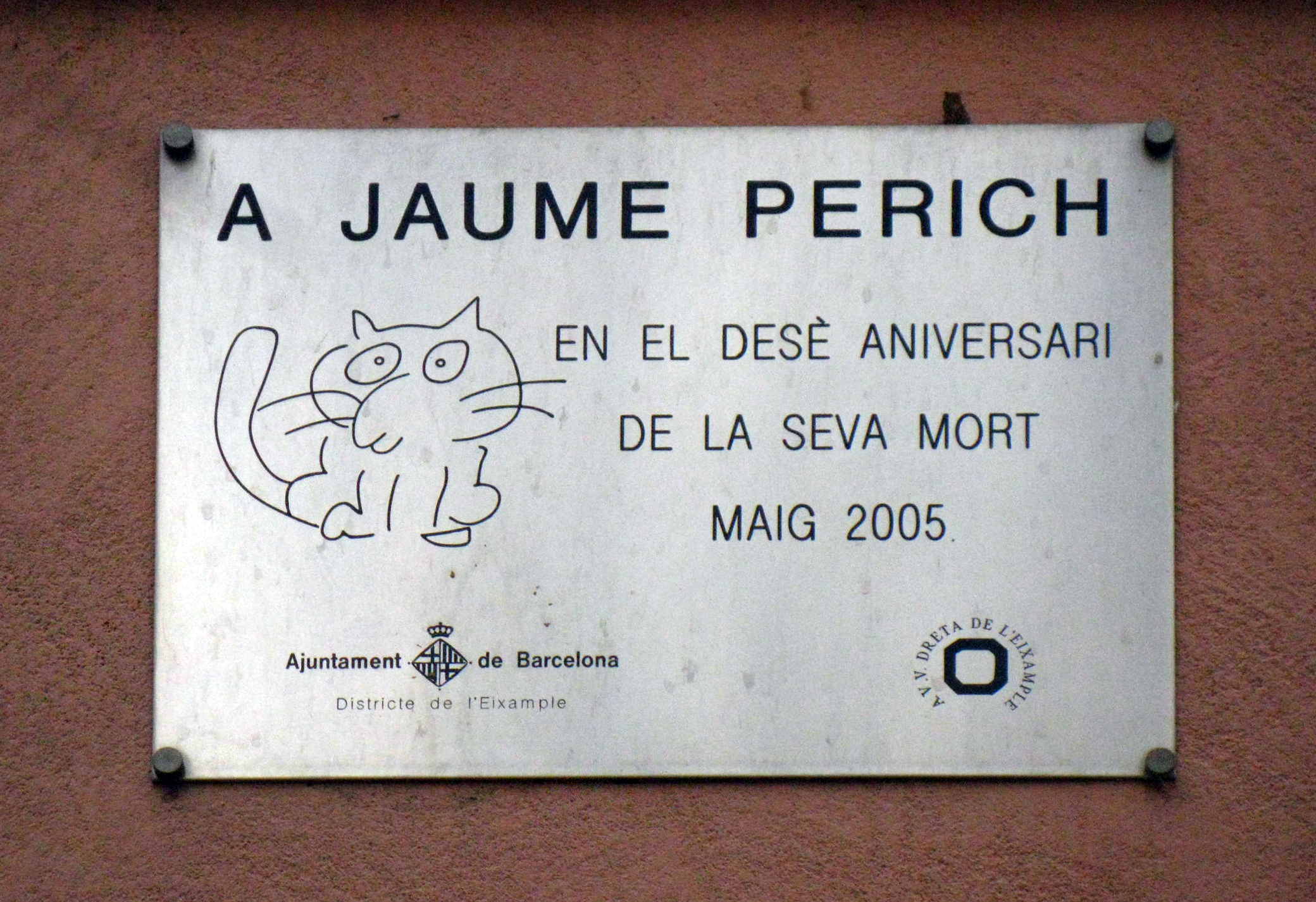
El cèlebre Gat de Jaume Perich a la placa commemorativa amb motiu del desè aniversari de l'autor (jardins de Jaume Perich, Barcelona)

El Premi Internacional d'Humor Gat Perich és un guardó que s'atorga en memòria de Jaume Perich des de 1996 per reconèixer la important tasca social dels professionals de l'humor.
Creat un any després de la mort del Perich per iniciativa del dibuixant Fer i la família de Jaume Perich, especialment la seva vídua Anna i la seva filla Raquel, el premi fou organitzat originalment a la localitat de Llançà, amb la col·laboració de la Confraria Barraca de Sant Honorat i la revista El Jueves. Actualment l'organització del premi és gestionada per l'Associació Perich Sense Concessions.
El premi consisteix en una figura (d'un quilo i mig de pes) que reprodueix un dels famosos gats dibuixats per Perich, sostenint un llapis. Un jurat formant per un representant de cadascun dels principlas diaris editats a Catalunya es reuneix cada any i decideix quina és l'humorista que mereix el guardó.
Originalment, els guardonat i els convidats es convocaven a l'Estació de França de Barcelona i viatjaven fins a Llançà en un tren especial, anomenat Tren Perich. Més endavant el premi va canviar de localització i va passar a fer-se a Premià de Dalt, localitat on residia el Perich. Des d'aleshores els convidats viatjaven en una Golondrina des del port de Barcelona al port del Masnou. Actualment es manté el viatge en Golondrina, però s'acaba al port del Fòrum, i l'entrega del premi es fa a Barcelona. L'any 2015, que es premià un membre de la redacció de Charlie Hebdo, entre grans mesures de seguretat.
També s'han concedit, de forma extraordinària un seguit de Premis Gat Perich d'Honor que recompensen la trajectòria i l'obra de veterans humoristes gràfics que han exercit el seu mestratge en la professió i s'han convertit en un referent per a les noves generacions. En alguns casos s'han concedit a títol pòstum, com a Gin o a Krahn.
Des de l'any 2006, en què es premià a Pepe Rubianes, començà a atorgar-se a professionals de l'humor d'altres disciplines que no fos l'humor gràfic. A partir de l'any 2009, es van començar a donar dos premis en cada edició, un a dibuixants d'humor, mantenint la tradició amb la que va néixer el premi –aquell any fou concedit al dibuixant Kap– i un altre a humoristes d'altres àmbits –en aquella ocasió, a Andreu Buenafuente, al que han seguit El Tricicle, el Gran Wyoming o l'equip del programa de televisió Polònia.
L'edició del premi l'any 2019 es va endarrerir per celebrar-se, a principis del 2020 en el marc d'una gran exposició al Born CCM, que reivindicava Perich amb motiu dels 25 anys de la seva mort. Però aquella edició s'acabaria suspenent a causa de la pandèmia de la COVID. Poc abans del retorn a la normalitat, morí el dibuixant Fer, gran impulsor i ànima del premi, el que va suposar un cop fort per a l'organització del premi, fins que el relleu l'entomà el dibuixant Kap. Així, l'any 2024 va tornar a celebrar-se, reconeixent els premis que s'haurien d'haver otorgat quatre anys abans: Enrique Ventura per la seva trajectòria com a dibuixant (morí pocs mesos abans de l'entrega del premi), el polític Raül Romeva, que el 2020 era a la presó per la senténcia del 1-O i que l'any abans havia editat un llibre d'acudits dibuixats en els que narrava amb acudits humorístic el seu procés judicial (“Des del banc dels acusats”), i el grup La Trinca, que el 2019 havien celebrat els seus 50 anys.
En l'actualitat és el guardó de més prestigi que un humorista pot rebre a Catalunya en aquesta disciplina específica.

## Premis Gat Perich
- 1996 - Plantu (Jean Plantureux)[5]
- 1997 - El Roto (Andrés Rábago)
- 1998 - Georges Wolinski[6]
- 1999 - Miguel Gila
- 2000 - Forges (Antonio Fraguas)[7]
- 2001 - Antonio Mingote[8]
- 2002 - Gallego & Rey (José Maria Gallego & Julio Rey)[9]
- 2003 - Miquel Ferreres[10]
- 2004 - Toni Batllori[11]
- 2005 - Fer (Josep Antoni Fernández)[12]
- 2006 - Pepe Rubianes[13]
- 2007 - Kim (Joaquim Aubert)[14]
- 2008 - Marjane Satrapi[15]
- 2009 - Kap (Jaume Capdevila)[16] i Andreu Buenafuente Moreno[16]
- 2010 - Quino (Joaquín Salvador Lavado) i El Tricicle[17]
- 2011 - Carles Romeu i Ricardo Martínez[18]
- 2012-2014 (no es concedeix)
- 2015 - Willem i el Gran Wyoming[2]
- 2016 - Andrés Vázquez de Sola i l'equip del programa de sàtira Polònia.[19]
- 2017 - José María Pérez (Peridis) en humorisme gràfic, Òscar Andreu i Fernández i Òscar Dalmau i Alcaine pel programa La competència[20]
- 2018 - Judit Martin i Flavita Banana (Flavia Álvarez-Pedrosa) en humor gràfic.[21]
- 2024 - Enrique Ventura i Raül Romeva en humor gràfic[22] i La Trinca.

## Premis Gat Perich d'Honor
- 1997 - Gin (Jordi Ginés i Soteras)[23]
- 2002 - Cesc (Francesc Vila)[24]
- 2003 - Alfons Figueras i Fontanals[25]
- 2007 - Joaquim Muntañola i Puig
- 2008 - Máximo San Juan
- 2010 - Fernando Krahn[17]
- 2016 - Josep Maria Cadena[26]
- 2018 - El Jueves[21]